# Lars Hillersberg
Lars Ture Hillersberg, ursprungligen Andersson, född 11 oktober 1937 i Flens församling, död 6 november 2004 i Frustuna i Gnesta, var en svensk målare, tecknare och satiriker.

## Biografi

### Uppväxt
Hillersberg föddes i Södermanland men flyttade till Sundsvall när han var i skolåldern. Föräldrarna skildes, men flyttade båda till Stockholm i början av 1950-talet. Fadern skaffade sig en frisersalong på Tulegatan och modern arbetade bland annat som servitris. Tillsammans med modern bodde Hillersberg i Årsta. Kommen till Stockholm började han göra skämtteckningar, gärna lite ekivoka sådana. Teckningarna blev snart uppskattade och i tonåren gick han runt mellan olika butiker och sålde dem.  

### Tidig karriär
Vid mitten av 1950-talet blev Hillersberg tillfrågad om han ville börja teckna för olika veckotidningar, bland annat Röster i Radio. Kort därefter började han en kvällskurs på ABF i Stockholm där han snabbt kom i kontakt med konstnären Dick Bengtsson.  
1960 hade Hillersberg sin första utställning som ägde rum på Galerie Æstetica i Stockholm, på Grev Turegatan 23, Östermalm. Debututställningen hade namnet Stadsbilder och där visades 30 bilder på detta tema. Galerie Æstetica var ett galleri som normalt ställde ut landskap och stillebenmåleri, och Hillersbergs måleri måste ha skiljt sig kraftigt från det måleri som man vanligen brukade se på galleriet.  
”Dessa stadsbilder är målade i ett hetsigt utförande av staden, som om man tagit ett fotografi med för lång slutartid och på så vis inte kunnat fokusera på motivet där alla detaljer är utdragna och i vibration. Alltsedan dess får staden utgöra det grundläggande sceneriet i en rad tematiskt varierande bilder”. 
Under de närmaste tre åren kom Hillersberg att ha fler utställningar, bland annat på Galerie Pierre.

### Utbildning
Efter sin första utställning på Galerie Æstetica kom han in vid Kungliga Konsthögskolan i Stockholm, där han studerade åren 1961–1966. Då han skrevs in den 5 oktober 1961 var det med grafisk inriktning, vilket ändrades till måleri år 1963. År 1963 deltog Hillersberg i Parisbiennalen för konstnärer under 35 år och samma år var han representerad i tidningen Konstrevy med en tecknad serie. Efter avslutad examen arbetade han deltid som lärare på Konsthögskolan. Trots att han för en bredare publik är mest känd för sina teckningar i svensk press ägnade han sig även åt måleri, främst åren 1957–1967.

### Satir, tidningen PUSS
Inspirerad av radikala satiriska tidskrifter som exempelvis Siné Massacre i Frankrike och den tyska Simplicissimus grundade Lars Hillersberg år 1968 tidningen PUSS tillsammans med bland andra Carl Johan De Geer, Karin Frostenson, Lena Svedberg, Ulf Rahmberg och Leif Katz. Tidningen utnyttjade en avsiktligt vulgär så kallad underground-stil för att med starka vänsterradikala åsikter om Sveriges regering och samhället i övrigt häckla dåtidens makthavare. Utgivningen upphörde 1974 då totalt 24 nummer publicerats. 
Tiden från att denna tidning lades ner och fram till Hillersbergs död präglas av hans satiriska skildringar av samhället. Det finns dock ett undantag: Under år 1989 målade han tre monumentalmålningar i svartvitt av Barcelona, målningar som inte alls liknar övrig produktion. 
Han provocerade, häcklade och kritiserade det svenska samhället genom satiriska teckningar och betraktelser i tidningen PUSS och i den svenska dagspressen. 
Hillersberg grundade senare tidningen Gatskrikan, som han finansierade med egna medel. 1988 delade Lars Hillersberg och biskop Bertil Gärtner Tidningen Z's och Jan Hugo Stenbecks Z-Priset. 

### Antisemitism
I debatten hävdades att vissa av hans bilder, bland annat en av förre vice statsministern Per Ahlmark, var antisemitiska. Hillersberg själv tillbakavisade anklagelserna om antisemitism. Debatten om huruvida Hillersbergs konstverk kan tolkas som antisemitiska har dock fortsatt.

### Familj
Han var under sina sista år bosatt i Gnesta, där han bodde i disponentvillan vid det gamla bryggeriet på Bryggeriholmen tillsammans med sin sambo Pia Jämtvall och några vänner. Han ligger begraven vid Frustuna kyrka.

## Stipendier och dylikt
Stipendier och konstnärsbidrag som Lars Hillersberg tilldelats.
- 1966 500 kr för väl genomförd studietid.
- 1968 6000 kr Ester Lindahls Stipendium.
- 1969 6000 kr Ester Lindahls Stipendium.
- 1970 8600 kr för målinriktat arbetsbidrag.
- 1971 4000 kr statligt bidrag
- 1973 15000 kr statligt arbetsstipendium.
- 1974 15000 kr målinriktat arbetsstipendium delat med Karin Frostensson och Peter Wanger.
- 1975 3000 kr delat målinriktat arbetsstipendium.

Hillersberg tilldelades i början av 1990-talet även bland annat Lasse Lucidor-samfundets pris för sina samhällskritiska teckningar. 
År 2000 tilldelades han statlig inkomstgaranti för konstnärer vilket gav upphov till en intensiv debatt på flera tidningars kultursidor.
Hillersberg finns representerad på flera svenska museer, bland annat Moderna museet i Stockholm, Göteborgs konstmuseum, Kalmar konstmuseum och Norrköpings konstmuseum. 